# Enrico Rampini
Enrico Rampini, dit le cardinal de Milan (né en 1390 à Sant'Alosio au Piémont, duché de Savoie, et mort à Rome le 4 juillet 1450) est un cardinal italien du XVe siècle.

## Biographie
Enrico Rampini est clerc à Tortone. En 1413 il est nommé évêque de Tortose et est transféré à Pavie en 1435. En 1443 Rampini est promu archevêque de Milan. Pendant une famine l'évêque vend ses plats en or et en argent, pour aider les pauvres et il est appelé le père des pauvres.
Rampini est créé cardinal par Eugène IV lors du consistoire du 17 décembre 1446. Le cardinal Rampini est légat en Lombardie.
Le cardinal Rampini participe au conclave de 1447 lors duquel Nicolas V est élu pape.